# Clopenthixol
Clopenthixol ist ein Gemisch von zwei isomeren polycyclischen organischen chemischen Verbindungen aus der Gruppe der Thioxanthene. Vor seiner Marktrücknahme im Jahre 2000 wurde es als Arzneistoff, speziell als Neuroleptikum in der Behandlung von Psychosen eingesetzt. Clopenthixol ist ein Dopamin- und Serotonin-Hemmstoff. Als Bestandteil eines Arzneimittels wurde Clopenthixol erstmals 1961 durch Lundbeck unter dem Namen Sordinol in den Handel gebracht.

## Klinische Angaben

### Anwendungsgebiete
Clopenthixol wurde bei der Behandlung von Psychosen zur Unterdrückung von Wahnideen, Halluzinationen und Denkstörungen eingesetzt. Weiterhin wurde Clopenthixol bei psychomotorischen Erregungszuständen und Manie eingesetzt.

### Therapeutischer Stellenwert
Clopenthixol gilt als mittelstarkes Neuroleptikum mit einer neuroleptischen Potenz von ca. 2 bis 3.

### Unerwünschte Wirkungen
Zu den häufigen unerwünschte Wirkungen zählen extrapyramidale Störungen (Akathisie, Parkinsonoid). Weiterhin können Schläfrigkeit, eine Senkung der Krampfschwelle, Mundtrockenheit, Akkommodationstörungen, Blutdruckabfall bei Positionswechsel, Gewichtszunahme oder ein Ausbleiben der Menstruation auftreten.

## Pharmakologie
Clopenthixol wirkt als Antagonist an den Dopamin-Rezeptoren D1 und D2 und an Serotonin-Rezeptoren (5-HT2). In einem schwächeren Ausmaß hemmt Clopenthixol auch Adrenozeptoren und Acetylcholinrezeptoren.
Clopenthixol ist ein Isomerengemisch und besteht aus einem pharmakologisch aktiven cis-Isomer [synonym: (Z)-Clopenthixol] und dem inaktiven trans-Isomer [synonym: (E)-Clopenthixol]. Das Gemisch aus cis- und trans-Clopenthixol besitzt etwa die halbe neuroleptische Potenz von cis-Clopenthixol, wirkt jedoch im gleichen Maße antipsychotisch, dabei aber stärker sedierend. Das cis-Clopenthixol wird auch Zuclopenthixol genannt und stellt einen eigenständigen Arzneistoff dar.

## Geschichtliches
Clopenthixol wurde 1961 durch die dänische Firma Lundbeck unter dem Namen Sordinol in den Handel gebracht und in Deutschland in Lizenz durch Bayer unter dem Namen Ciatyl vertrieben. In der zugänglichen wissenschaftlichen Literatur wird Clopenthixol erstmals 1962 erwähnt. Im Jahre 2000 hat Bayer Ciatyl. vom Markt genommen und durch ein Präparat mit dem wirksamen cis-(Z)-Isomer Zuclopenthixol (Handelsname: Ciatyl-Z) ersetzt.